# Рік Рудін
Рік Рудін (англ. Rick Rudeen; нар. 5 червня 1962) — колишній американський тенісист.
Найвищу одиночну позицію світового рейтингу — 229 місце досяг 19 травня 1986, парну — 110 місце — 24 лютого 1986 року.
Найвищим досягненням на турнірах Великого шолома було 2 коло в парному та змішаному парному розрядах.
Завершив кар'єру 1988 року.

## Фінали Гран-прі за кар'єру

### Парний розряд: 1 (0–1)
| Результат | Рік  | Турнір                | Покриття | Партнер     | Суперники                 | Рахунок  |
| --------- | ---- | --------------------- | -------- | ----------- | ------------------------- | -------- |
| Поразка   | 1986 | Окленд, Нова Зеландія | Тверде   | Карл Ріхтер | Бродерік Дайк Веллі Месур | 3–6, 4–6 |

## Титули на челленджерах

### Парний розряд: (2)
| Рік  | Турнір                          | Покриття | Партнер      | Суперники                         | Рахунок  |
| ---- | ------------------------------- | -------- | ------------ | --------------------------------- | -------- |
| 1986 | Бенін-Сіті, Нігерія             | Тверде   | Тодд Вітскен | Хуан Антоніо Родрігес Хосе Клавет | 7–6, 6–3 |
| 1987 | Сан-Луїс-Потосі (штат), Мексика | Ґрунт    | Джон Леттс   | Карл Ріхтер Марк Вулдрідж         | 6–3, 6–4 |